# Nomia flavipennis
Nomia flavipennis är en biart som beskrevs av Heinrich Friese 1909. Nomia flavipennis ingår i släktet Nomia och familjen vägbin. Inga underarter finns listade i Catalogue of Life.